# Мельники (Старовижівська селищна громада)
Ме́льники — село в Україні, у Старовижівській селищній громаді Ковельського району Волинської області. Населення становить 57 осіб.

## Населення
Згідно з переписом УРСР 1989 року чисельність наявного населення села становила 83 особи, з яких 37 чоловіків та 46 жінок.
За переписом населення України 2001 року в селі мешкало 57 осіб. 100 % населення вказало своєю рідною мовою українську мову.